# Juan Damonte
Juan Damonte (* 1945; † 2005 in Nezahualcóyotl, Mexiko) war ein argentinischer Schriftsteller, der lediglich mit einem preisgekrönten Kriminalroman hervorgetreten ist, der in drei Sprachen übersetzt wurde.

## Leben
Damonte wuchs als Sohn des einflussreichen Politikers Raúl Damonte Taborda in einer begüterten Familie in Buenos Aires auf; sein Bruder war der Comiczeichner und Autor Copi, sein Großvater mütterlicherseits der Politikwissenschaftler und Herausgeber Natalio Botana. Er sprach sechs Sprachen und arbeitete als Journalist, Fotograf und Übersetzer für verschiedene Zeitungen. Während der Militärdiktatur in Argentinien  ging er 1976 ins Exil nach Frankreich, Spanien und Mexiko, wo er seine letzten Jahre zurückgezogen in der Nähe der mexikanischen Hauptstadt verbrachte.
Er veröffentlichte nur einen einzigen Roman – einen zweiten hat er zwar geschrieben, ließ aber angeblich das Manuskript in einem mexikanischen Taxi liegen. Eine Kopie gab es nicht.
Mit Ciao Papá' (Chau Papá') gewann Damonte den renommierten Hammett-Preis der „Semana Negra“ in Gijón für den besten spanischsprachigen Kriminalroman des Jahres 1996. In dem Buch erzählt Damonte die Geschichte des Carlos Tomassini, einem Drogen- und Alkoholabhängigen, während der Zeit der Diktatur in Argentinien.

## Ausgaben
- Chau Papá. Virus, D.L., Barcelona 1997, ISBN 84-88455-40-2.
- Tchao papa. Traduit de l’espagnol (Chili) par Isabelle Gugnon. Gallimard, Paris 1997, ISBN 2-07-049567-1.
- Ciao Papá. Aus dem argentinischen Spanisch von Peter Tremp. Lateinamerika-Verlag, Solothurn 2007, ISBN 978-3-9522966-3-9.
- Ciao papà. A cura di Raul Schenardi. Elliot, Roma 2009, ISBN 978-88-6192-107-8.